# Aeroportul Petawawa
Aeroportul Petawawa (IATA: YWA, ICAO: CYWA) este un aeroport din Petawawa⁠(d), Renfrew County⁠(d), Ontario, Canada.
Situat la o altitudine de 130 m, aeroportul dispune de o singură pistă. Este operat de Department of National Defence⁠(d).